# NGC 7266
NGC 7266 est une galaxie spirale barrée située dans la constellation du Verseau. Sa vitesse par rapport au fond diffus cosmologique est de 4 554 ± 30 km/s, ce qui correspond à une distance de Hubble de 67,2 ± 4,7 Mpc (∼219 millions d'al). NGC 7266 a été découverte par l'astronome allemand Albert Marth en 1864.
NGC 7266 est une galaxie dont le noyau brille dans le domaine de l'ultraviolet. Elle est inscrite dans le catalogue de Markarian sous la désignation MRK 910 (MK 910). Elle renferme également des régions d'hydrogène ionisé. Selon la base de données Simbad, NGC 7266 est une galaxie active de type Seyfert 1.	
Une barre est nettement visible sur l'image du relevé SDSS. Le professeur Seligman est le seul à classifier cette galaxie comme une spirale barrée, classification qui décrit mieux NGC 7266.